# Bubbel
Bubbel var ett frågesportsprogram riktat till ungdomar, som sändes i 32 avsnitt i SVT 2002-2003. Lena Stübner var domare och lagledare var Malin Kjebon och Anton Berg.
Tjejer tävlade mot killar och frågorna byggde på undersökning utförd bland 1000 15-åriga tjejer och killar. Exempel på frågor som besvarades i ett av programmen: Hur många 15-åriga tjejer och killar har knyckt pengar av sina föräldrar? Hur många 15-åriga tjejer och killar har förfalskat sina föräldrars namnteckning?
Programmet spelades in på SVT i Malmö. Programmet var en samproduktion mellan SVT och produktionsbolaget TicTac. 
Producent för programmet var Kaj Hagstedt.